# Leptogenys khaura
Leptogenys khaura é uma espécie de formiga do gênero Leptogenys, pertencente à subfamília Ponerinae.